# Joseph Kahn
Joseph Kahn —nacido el 12 de octubre de 1972 en Jersey Village, Texas (una zona residencial de la periferia de Houston)— es un director de videos musicales, de publicidad y de largometrajes. Kahn ha trabajado con diversos artistas, como Shakira, Christina Aguilera, Muse, AKB48, Ciara, Britney Spears, Ashlee Simpson, Kelly Clarkson, Imagine Dragons, Monica, Rob Zombie, Backstreet Boys, U2, The Chemical Brothers, Blink-182, Eminem, TLC, Mariah Carey, Moby, George Michael, Korn, Janet Jackson, The Black Eyed Peas, Destiny's Child, Gwen Stefani, Delta Goodrem, Brandy, The Pussycat Dolls, Lady Gaga, Kylie Minogue, Katy Perry, Taylor Swift, Ava Max  y varios otros.
Kahn ha ganado múltiples premios por producción de videos musicales. Ha recibido nominaciones en la categoría Video musical del año en los MTV Video Music Awards por los videos musicales de "The boy is mine" de Brandy & Monica y "Toxic" Britney Spears. En el 2002 ganó su primer Premio Grammy por el video musical de "Without me" de Eminem, el cual también ganó en las categorías Video musical del año y Mejor Dirección en los MTV Video Music Awards 2002.
Kahn también ha dirigido comerciales para Acura, Bacardí, Vodafone, Budweiser, ASICS, Renault, Coors Light, NASCAR, Saab Automobile, Ford Motor Company y PlayStation PlayStation 2 Su empresa Fox/Nascar ganó un Clio 2004 por efectos especiales.

## Filmografía
- 2004: Torque (Director)
- 2009: Neuromancer (Director)
- 2011: Detention (Director)
- 2017: Bodied (Director)

## Videografía
1990
- The Pain Teens - "The basement"

1992
- Rake's Progress - "Ghost town"

1993
- Die Krupps - "Crossfire"
- Die Krupps - "Fatherland"
- Die Krupps - "To the hilt"
- DMG - "You don't hear me doe"
- Geto Boys - "Straight gangsterism"

1994
- 2 Low - "Funky lil brotha"
- 5th Ward Boyz - "Ghetto funk"
- Ahmad - "You gotta be"
- Die Krupps con Biohazard - "Bloodsuckers"
- Willie Nelson - "December day"
- Willie Nelson - "Afraid"
- Retarted Elf - "What up g?"
- Widowmaker - "Long gone"
- Ahmad - "Back in the day"

1995
- AZ - "Gimme yours"
- Clever Jeff - "Year of the fly MC"
- Das EFX - "Real hip hop"
- Distinguished Gentlemen - "Soakin' wet"
- Lords of the Underground - "Faith"
- Lords of the Underground - "Neva faded"
- Onyx - "All we got iz us"
- Onyx - "Last dayz"
- Ruffnexx Sound System - "Stick by me"
- Spahn Ranch - "Locusts"
- Veronica - "Without love"
- Scarface con Ice Cube - "Hand of the dead body"
- Public Enemy - "So watcha gone do now"

1996
- AZ - "Do or die"
- AZ - "Mo money, mo murder, mo homicide"
- Interstate - "Peek in the drawers"
- Smooth Da Hustler - "Hustler's theme"
- Soldat X - "Hang'em high"
- Montell Jordan con Slick Rick - "I like"
- Aaliyah - "If your girl only knew"
- New Edition - "Hit me off"
- Warren G con Adina Howard - "What's love got to do with it"
- Johnny Gill - "Let's get the mood right"
- New Edition - "I'm still in love with you"
- Total - "Kissin' you"
- Shaquille O'Neal - "You can't stop the reign"
- Tony! Toni! Toné! con DJ Quik - "Let's get down"

1997
- Korn - "A.D.I.D.A.S."
- Ice Cube - "The world is mine"
- Patricia Kaas - "Quand j'ai peur de tout"
- Faith No More - "Last cup of sorrow"
- Snoop Dogg - "Tha Doggfather"
- Eric Benet - "True to myself"
- Backstreet Boys - "Everybody (Backstreet's back)"
- Foxy Brown con Dru Hill - "Big bad mamma"
- SWV con Puff Daddy - "Someone"
- Bone Thugs-N-Harmony - "If I could teach the world"

1998
- Foxy Brown - "Hot spot"
- Shernette May - "You're all the man that I need"
- Total - "Trippin'"
- Usher - "Bed time" [Versión 1]
- Montell Jordan con Master P y Silkk the Shocker - "Let's ride"
- Mase con Total - "What you want"
- Brandy & Monica - "The boy is mine"
- Montell Jordan - "I can do that"
- Monster Magnet - "Space lord"
- Bryan Adams - "On a day like today"
- Monica - "The first night"
- Rob Zombie - "Living dead girl"

1999
- Mobb Deep - "Quiet storm" [Versión 1]
- Jennifer Love Hewitt - "How do I deal"
- Monster Magnet - "Powertrip"
- Blackstreet con Janet Jackson, Ja Rule y Eve - "Girlfriend/Boyfriend"
- Sugar Ray - "Someday"
- Backstreet Boys - "Larger than life"
- The Brian Setzer Orchestra - "If you can't rock me"
- Muse - "Muscle museum"

2000
- Hole - "Be a man"
- Destiny's Child - "Say my name"
- Sisqó - "Thong song"
- Elton John - "Someday out of the blue"
- Christina Aguilera - "I turn to you"/"Por siempre tú"
- Destiny's Child - "Jumpin' jumpin'"
- Destiny's Child con Jermaine Dupri, Da Brat y Lil' Bow Wow - "Jumpin' jumpin'" [Remix]
- Janet Jackson - "Doesn't really matter"
- Faith Hill - "The way you love me"
- Matchbox Twenty - "If You Are Gone"
- The Corrs - "Irresistible"
- Scarface - "It ain't"
- Wu-Tang Clan - "Protect ya neck (The jump off)"
- Moby con Gwen Stefani - "South side"
- Britney Spears - "Stronger"
- Wu-Tang Clan - "Gravel pit"

2001
- The Black Eyed Peas con Macy Gray - "Request line"
- The Black Eyed Peas con Macy Gray - "Request line" [Remix]
- Papa Roach - "Between angels and insects"
- U2 - "Elevation"
- Aerosmith - "Fly away from here"
- D12 - "Purple pills"
- Enrique Iglesias - "Hero"
- U2 - "Stuck in a moment you can't get out of" [Versión 2]
- DMX - "Who we be"
- Garbage - "Cherry lips"

2002
- George Michael - "Freeek!"
- Moby - "We are all made of stars"
- Eminem - "Without me"
- Mariah Carey - "The one"

2003
- DMX - "X gon' give it to ya"
- TLC - "Damaged"
- Nelly con Justin Timberlake - "Work it"
- Mariah Carey con Cam'ron - "Boy (I need you)"
- Dido - "White flag"
- Ricky Martin - "Juramento"
- Busta Rhymes con Pharrell - "Light your ass on fire"
- The Chemical Brothers con k-os - "Get yourself high"

2004
- Britney Spears - "Toxic"
- Alsou - "Always on my mind"
- Blink 182 - "Always"
- Ashlee Simpson - "La la"
- The Offspring - "(Can't get my) Head around you"

2005
- Joss Stone - "Spoiled"
- Rob Thomas - "Lonely no more"
- Jamiroquai - "Feels just like it should"
- Backstreet Boys - "Incomplete"
- Kelly Clarkson - "Behind these hazel eyes"

2006
- Kelly Clarkson - "Walk away"
- Shayne Ward - "No promises"
- The Pink Spiders - "Little razorblade"
- Muse - "Knights of Cydonia"
- Ciara con Chamillionaire - "Get up"
- Janet Jackson - "So excited"
- Gwen Stefani - "The sweet escape"

2007
- Kelly Clarkson - "Never again"
- 50 Cent con Justin Timberlake y Timbaland - "Ayo technology"

2008
- Ladytron - "Ghosts"
- Chris Brown - "Forever"
- The Pussycat Dolls - "When I grow up"
- Britney Spears - "Womanizer"
- The Pussycat Dolls - "I Hate This Part"

2009
- BoA - "I Did it for Love" con Sean Garrett
- Lady GaGa - "Eh, Eh (Nothing Else I Can Say)"
- Lady GaGa - "LoveGame"
- Katy Perry - "Waking Up in Vegas"
- Eminem – "We Made You"

2010
- Kylie Minogue - "All The Lovers"
- Eminem con Rihanna - "Love the Way You Lie"
- Nicole Scherzinger - "Poison"
- Keri Hilson - "Pretty Girl Rock"

2012
- AKB48 - "Gingham Check"
- Robbie Williams – "Candy"
- Ciara - "Got Me Good"
- AKB48 - "UZA"

2013
- Britney Spears - "Perfume"

2014
- Shakira con Rihanna - "Can't Remember to Forget You"
- Taylor Swift - "Blank Space"

2015
- Taylor Swift - "Bad Blood"
- Taylor Swift - "Wildest Dreams"
- Taylor Swift - "Out of the Woods"

2016
- Wherever I Go - OneRepublic

2017
- Imagine Dragons - "Thunder"
- Taylor Swift - "Look What You Made Me Do"
- Maroon 5 con SZA - "What Lovers Do"
- Taylor Swift - "...Ready For It?"
- Taylor Swift con Future y Ed Sheeran - "End Game"

2018
- Taylor Swift - "Delicate"
- Jennifer Lopez con DJ Khaled y Cardi B - "Dinero"

2019
- Bebe Rexha - "Last Hurrah"
- Ava Max - "Torn"

2022
- Ava Max - "Maybe You're The Problem"

- Datos: Q1363428
- Multimedia: Joseph Kahn / Q1363428